# Palazzo Antinori
A Palazzo Antinori palota Firenze történelmi központjában.

## Története
A reneszánsz palota 1416 és 1469 között épült Giuliano da Maiano tervei alapján Giovanni di Bono Boni számára. A félkész épületet 1475-ben Carlo és Ugolino Martelli vásárolták meg, majd Ugolino halála után pénzügyi okok miatt ismét eladták, ezúttal Niccolò Antinorinak. Ebben az időszakban épült meg a hátsó homlokzata valamint a belső udvara.